# National Provincial Championship Division 2 1980
La National Provincial Championship Division 2 1980 fue la quinta edición de la segunda división del principal torneo de rugby de Nueva Zelanda.

## Sistema de disputa
Los equipos enfrentan a los equipos restantes de su zona en una sola ronda.
- Los dos mejores equipos de cada zona clasifican a la final, el ganador de la final se corona campeón y enfrenta en un partido de repechaje al último clasificado de la primera división en la búsqueda por un cupo en la siguiente temporada de la primera división.

## Zona Norte
Tabla de posiciones
| Pos. | Equipo         | Encuentros | Encuentros | Encuentros | Encuentros | Tantos | Tantos | Tantos | Puntos |
| Pos. | Equipo         | PJ         | PG         | PE         | PP         | F      | C      | Dif    | Puntos |
| ---- | -------------- | ---------- | ---------- | ---------- | ---------- | ------ | ------ | ------ | ------ |
| 1.º  | Waikato        | 8          | 8          | 0          | 0          | 271    | 67     | +204   | 16     |
| 2.º  | Taranaki       | 8          | 7          | 0          | 1          | 168    | 82     | +86    | 14     |
| 3.º  | Wairarapa Bush | 8          | 5          | 1          | 2          | 126    | 89     | +37    | 11     |
| 4.º  | Wanganui       | 8          | 5          | 0          | 3          | 192    | 103    | +89    | 10     |
| 5.º  | Poverty Bay    | 8          | 3          | 0          | 5          | 101    | 120    | -19    | 6      |
| 6.º  | Thames Valley  | 8          | 3          | 0          | 5          | 80     | 122    | -42    | 6      |
| 7.º  | King Country   | 8          | 2          | 1          | 5          | 97     | 120    | -23    | 5      |
| 8.º  | Horowhenua     | 8          | 2          | 0          | 6          | 99     | 162    | -63    | 4      |
| 9.º  | East Coast     | 8          | 0          | 0          | 8          | 19     | 288    | -269   | 0      |

|  | Finalista. |

## Zona Sur
| Pos. | Equipo         | Encuentros | Encuentros | Encuentros | Encuentros | Tantos | Tantos | Tantos | Puntos |
| Pos. | Equipo         | PJ         | PG         | PE         | PP         | F      | C      | Dif    | Puntos |
| ---- | -------------- | ---------- | ---------- | ---------- | ---------- | ------ | ------ | ------ | ------ |
| 1.º  | Mid Canterbury | 5          | 5          | 0          | 0          | 83     | 31     | +52    | 10     |
| 2.º  | Marlborough    | 5          | 3          | 0          | 2          | 108    | 45     | +63    | 6      |
| 3.º  | West Coast     | 5          | 3          | 0          | 2          | 84     | 62     | +22    | 6      |
| 4.º  | Nelson Bays    | 5          | 3          | 0          | 2          | 68     | 54     | +14    | 6      |
| 5.º  | North Otago    | 5          | 1          | 0          | 4          | 61     | 141    | -80    | 2      |
| 6.º  | Buller         | 5          | 0          | 0          | 5          | 25     | 96     | -71    | 0      |

|  | Finalista. |

### Final
| 30 de septiembre de 1980 | Mid Canterbury | 9 - 22 | Waikato |  |  |

| Bandera de Nueva Zelanda |
| Campeón Waikato          |
| Primer título            |